# 津田知美
津田 知美（つだ ともみ　1993年〈平成5年〉1月28日 - ）は、日本の女性モデル、元レースクイーン。山口県下関市出身。プリッツコーポレーション所属。

## 来歴
熊本県の大学在学中にキャンペーンガールや撮影モデルを務めていた際、ファンの方に言われた「津田をサーキットで見たい」と言う言葉で、オートポリスサーキットクイーンのオーディションを受ける事を決意。
2015年4月26日、上田綾・オリビアと共にオートポリスサーキットクイーンに選ばれる。在任期間中の2016年4月に熊本地震が発生し、オートポリス自体も半年程営業休止を余儀なくされた為、2年間の契約が3年間に延長となった。
サーキットクイーン在任中に見た、チームを本気で応援しているレースクイーンの姿を見て憧れを抱き、CQの先輩であったはらことはが所属するプリッツコーポレーションと契約を結ぶ。CQ卒業後の2018年に東京都に本拠を移し、D1グランプリ「Drift Dreamers」の一員としてRQデビューを果たす。この年にはキリンビールのプロモーションガールユニットに当たる「キリンジョッキーズ」にも参加したが、同年限りで廃止となったため、最後のキリンジョッキーズメンバーのうちの一人となっている。
2019年1月11日の東京オートサロンに於いて、「SUBARU BRZ GT GALS BREEZE」メンバーに就任したことを発表。同年、日本レースクイーン大賞2019新人部門にエントリーしファイナリストとなる。
2020年は新型コロナウイルス感染症の流行を受け、レースクイーン以外のモデル業が激減した。その為、以前生活していた熊本に戻っている。2021年にはレースクイーンをする傍ら、子供にかかわる仕事がしたいと言う夢を考え児童発達支援・放課後等デイサービスで務める。だが2022年にモデル業の数が戻って来た事もあり、モデル業を全うする為に東京都に戻る。
2021年シーズンをもってあやきいく・平野杏梨と共に3年間務めたSUBARU BRZ GT GALSを卒業。2022年はSUPER耐久とSUPER GTに参戦するSHADE RACINGのSHADE GIRLS2022として活動する。同年、日本レースクイーン大賞2022コスチューム部門にSHADE GIRLS2022（他メンバー：らいな、友野ゆみ、鈴宮あかり）でエントリーし、ファイナリスト10ユニットとなる。
2023年は、SUPER GT 500クラスに参戦するModulo Nakajima RacingのRQに当たる「KENWOOD LADY」として活動する。
2024年も2023年同様に「KENWOOD LADY」としてModulo Nakajima RacingのRQを務める。
2024年のSUPER GT最終戦鈴鹿をもってレースクイーンから卒業した。
2025年7月結婚を発表した。

## 人物
- 三姉妹の長女[1]。
- 趣味はポートレート撮影
- 好きな食べ物はラーメン
- 中学校は吹奏楽部に所属、チューバを担当[9]
- 高校は音楽科を専攻。大学は音楽大学で音楽療法を専攻
- 特技は絶対音感
- 2023年8月モデル業の傍ら、独学で保育士資格を取得
- 2024年4月　国家資格であるキャリアコンサルタント試験に合格

## 活動

### レースクイーン（サーキットクイーン）
| 年     | カテゴリー          | チーム（ユニット名）                          |
| ------ | ------------------- | --------------------------------------------- |
| 2015年 | サーキットクイーン  | オートポリス サーキットクイーン               |
| 2016年 | サーキットクイーン  | オートポリス サーキットクイーン               |
| 2017年 | サーキットクイーン  | オートポリス サーキットクイーン               |
| 2018年 | D1GP                | Drift Dreamers （PACIFIC RACING TEAM DUNLOP） |
| 2018年 | motoGP日本GP        | IDEMITSU HONDA TEAM Asiaアンブレラガール      |
| 2019年 | motoGP日本GP        | IDEMITSU HONDA TEAM Asiaアンブレラガール      |
| 2019年 | SUPER GT GT300      | SUBARU BRZ GT GALS BREEZE                     |
| 2020年 | SUPER GT GT300      | SUBARU BRZ GT GALS BREEZE                     |
| 2021年 | SUPER GT GT300      | SUBARU BRZ GT GALS BREEZE                     |
| 2022年 | SUPER GT＆SUPER耐久 | SHADE RACING SHADE GIRLS2022                  |
| 2023年 | SUPER GT GT500      | Modulo Nakajima Racing 2023KENWOOD LADY       |
| 2024年 | SUPER GT GT500      | Modulo Nakajima Racing 2024KENWOOD LADY       |

### イベント
- 東京モーターショー2017（富士通テンブースコンパニオン）[19]※会期中にデンソーテンへ社名変更[20]
- ゴルフフェア2018（Nikonブースコンパニオン）[21]
- 東京ゲームショウ2018・2019（CAPCOMブースコンパニオン）[9]
- 東京モーターショー2019（SUBARUブースにBRZ GT GALS BREEZEとして出演）[雑誌 3]
- 名古屋モーターショー2019（SUBARUブースにBRZ GT GALS BREEZEとして出演）[22]
- 大阪モーターショー2019（SUBARUブースにBRZ GT GALS BREEZEとして出演）[22]
- 東京オートサロン2019・2020（SUBARUブースにBRZ GT GALS BREEZEとして出演）[7][18]
- JAEPO2019・2020（バンダイナムコテクニカブースコンパニオン）[23][24]
- JAPAN DRUGSTORE SHOW2022（KOSEブースコンパニオン）[25]
- 東京オートサロン2023（MODELLISTAブースコンパニオン）[26]
- CP＋2023（FUJIFILMブース　タッチ＆トライ試写モデル）[27]
- AnimeJapan2023 (BS11 ブースコンパニオン及びステージナレーター)[28]
- 東京ゲームショウ2023(BREAKERS〈VIC GAME STUDIOS〉ブースコンパニオン　※ビジネスデーのみ
- JAPAN MOBILITY SHOW2023(Hondaブース ドリームコンシェルジュ）[29]
- 東京ゲームショウ2024(BREAKERS〈VIC GAME STUDIOS〉ブースコンパニオン ※一般公開日のみ
- 東京モーターサイクルショー2025（モビリティリゾートもてぎMotoGPブース）MotoGP™女子トークショー出演

### イメージガール
- キリンジョッキーズ2018[5]
- JA岩井ねぎイメージモデル2019[30]
- 川崎競馬場×怪獣酒場『怪獣酒場の競馬場侵略作戦!! vol.5』おみくじ馬券小町[31]

### CM
- ニッポンレンタカー（2018年）[32]